# Gregori Aminoff
Gregori Aminoff (* 8. Februar 1883 in Stockholm; † 11. Februar 1947 ebenda) war ein schwedischer Mineraloge, Professor der Mineralogie, Direktor der mineralogischen Abteilung am Naturhistoriska riksmuseet (wörtlich Naturhistorisches Reichsmuseum) und Künstler.

## Leben
Aminoff wurde 1883 als Sohn des Hauptmanns Tönnes Aminoff und seiner Frau Mathilde (geborene Lindström) in Stockholm geboren. Mit 22 Jahren legte er seine erste Hochschulprüfung in Uppsala ab und wandte sich die nächsten zehn Jahre den schönen Künsten, vor allem der Musik und Malerei zu. Unter anderem studierte er in Paris und Italien, wo er seine Fertigkeiten in Landschafts- und Porträtmalerei verbesserte. Dann jedoch kehrte er zu den Naturwissenschaften zurück.
Aminoff heiratete 1908 Ingrid Setterlund. Aus dieser Ehe gingen die Töchter Brita, Eva, Malin und Ulla hervor.
1918 wurde er Dr. der Philosophie und arbeitete noch im gleichen Jahr als Dozent für Mineralogie und Kristallographie an der Universität Stockholm. 1923 wurde er als Nachfolger von Hjalmar Sjögren, dem bisherigen Direktor der mineralogischen Abteilung am Naturhistoriska riksmuseet.
Aminoff veröffentlichte zahlreiche Publikationen zu allen Bereichen der Mineralogie. An neu entdeckten Mineralen untersuchte und beschrieb er unter anderem Finnemanit (1923), Swedenborgit (1924), Magnetoplumbit (1925) und Sahlinit (1934).

## Ehrungen
Das 1937 in Långban neu entdeckte Mineral Aminoffit wurde nach ihm benannt.
Nach ihm ist auch der mit 100.000 schwedischen Kronen dotierte Gregori-Aminoff-Preis benannt, der seit 1979 jährlich für international hervorragende Leistungen auf dem Gebiet der Kristallographie vergeben wird. Gestiftet ist der Preis von der Königlich Schwedischen Akademie der Wissenschaften.